# Andreas Spillmann

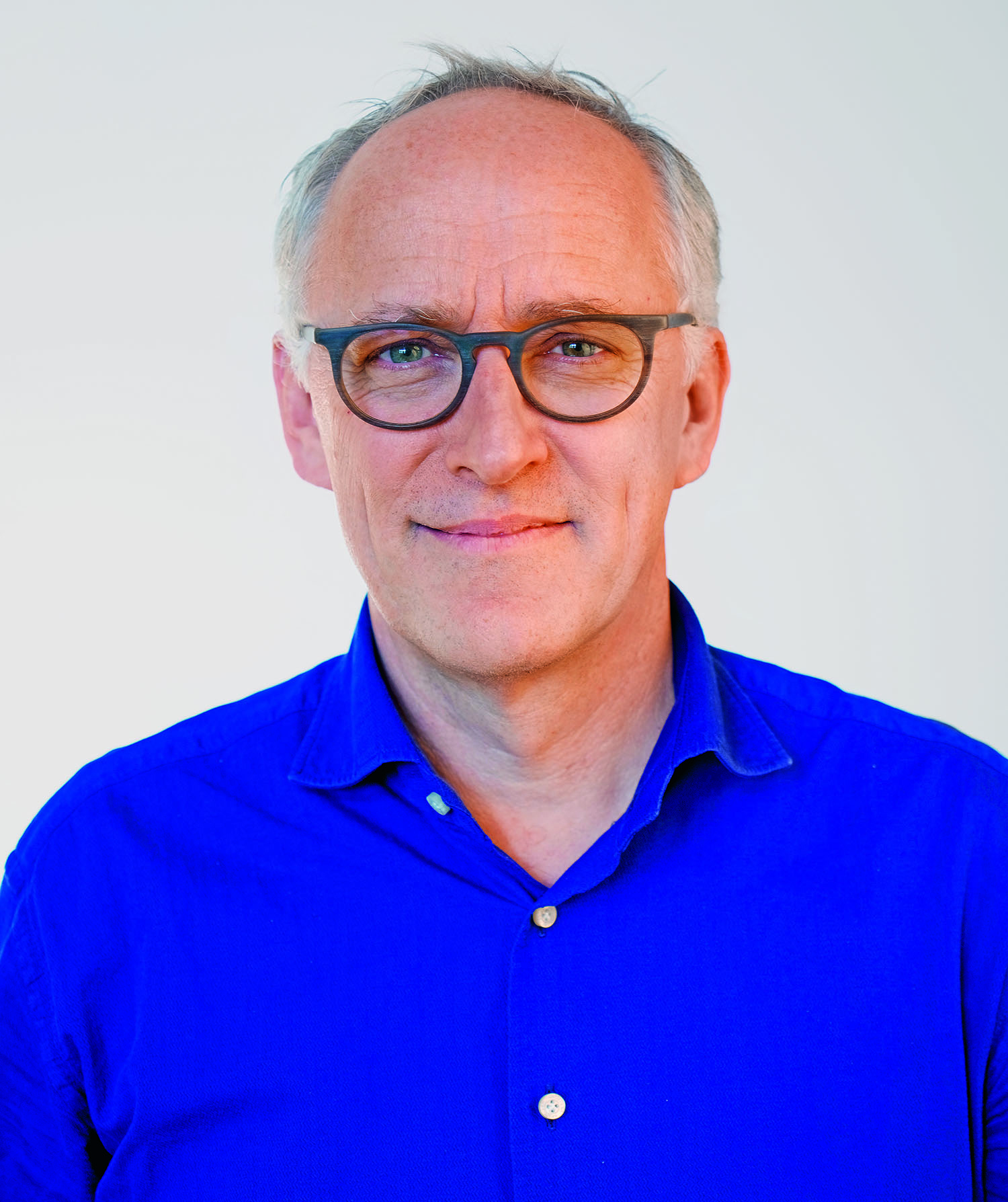
Andreas Spillmann (2016)

Andreas Spillmann (* 3. August 1959 in Zürich) ist ein Schweizer Kulturmanager und promovierter Ökonom. Er leitete von 2006 bis 2021 das Schweizerische Nationalmuseum.

## Leben
Andreas Spillmann absolvierte nach dem Gymnasium die Otto-Falckenberg-Schule in München, Fachakademie für darstellende Kunst. Hierauf studierte er in Zürich Nationalökonomie, promovierte in Basel bei René L. Frey und war 1992 Mitgründer des Schweizer Beratungsbüros BSS für volkswirtschaftliche Fragen.
1998 wurde er Kulturbeauftragter des Kantons Basel-Stadt; 2002 wechselte er ans Zürcher Schauspielhaus. Bis 2004 stand er dem Theater als kaufmännischer Direktor, schliesslich in der Spielzeit 2004/2005 in Personalunion auch als künstlerischer Direktor vor. 2006 ernannte ihn der Schweizer Bundesrat zum Direktor der Musée Suisse Gruppe. Die Museumsgruppe, zu welcher das Landesmuseum Zürich, das Schloss Prangins, das Forum für Schweizer Geschichte Schwyz und das Sammlungszentrum in Affoltern am Albis gehören, wurde durch das neue Museumsgesetz 2010 zum Schweizerischen Nationalmuseum. Nach der Einweihung des Erweiterungsbaus des Landesmuseums Zürich 2016 und nach dem Abschluss dessen Gesamtsanierung 2020 übergab Andreas Spillmann die Leitung des Nationalmuseums im April 2021 an Denise Tonella.
Seit 2022 ist Andreas Spillmann Miteigentümer des Verlags Scheidegger und Spiess. Ausserdem ist er unter anderem seit 2021 Stiftungsratspräsident der Fotostiftung Schweiz und seit 2020 Verwaltungsratspräsident der Restaurant Kronenhalle AG in Zürich. 2023 wurde er zum Präsidenten der Schweizerischen Gesellschaft Solothurner Filmtage gewählt.